# Alberto Balloco
Alberto Balloco (dicembre 1878 – 1944) è stato un ingegnere italiano.

## Biografia
Balloco, riportato erroneamente anche come Alberto Ballocco, si era laureato in ingegneria industriale meccanica al Politecnico di Torino e lavorò principalmente in ambito automobilistico e motoristico. Dopo aver inventato e brevettato all'età di diciotto anni il gasogeno automatico, un apparecchio per la produzione del gas auto-acetilogeno, collaborò prima con la ditta automobilistica Fratelli Ceirano, dove brevettò un cambio di velocità, e successivamente seguì Matteo Ceirano quando questi nel 1904 fondò la Itala, di cui fu ingegnere capo. Ideatore e costruttore di vetture da corsa vittoriose, come la Itala 35/45 HP vincitrice del Raid Pechino-Parigi, collaborò con alcuni dei più grandi piloti dell'epoca, come Alessandro Cagno, Guido Bigio, che era anche comproprietario della Itala e Ettore Graziani. Fu un profondo conoscitore dei metalli e della metallurgia, studiando l'applicazione di acciai speciali nella costruzione delle automobili e brevettando dei sistemi di saldatura dell'alluminio e delle sue leghe (come risulta dal Official Gazette of the United States Patent Office). A lui si devono anche alcuni fra i primi utilizzi dei cuscinetti a sfera nelle parti in movimento delle automobili. Progettò e realizzò anche uno dei primi veicoli “fuori strada”, il Muletto usato dalle truppe alpine nella prima guerra mondiale. Dal 1919 al 1944, anno della morte, lavorò per le Officine di Savigliano, occupandosi inizialmente di motori per l'aviazione e divenendo in seguito direttore generale tecnico.